# Bolshurst
Bolshurst ist heute ein Teil des Ortsteils Legelshurst der Gemeinde Willstätt im Ortenaukreis in Baden-Württemberg.

## Geschichte

### Mittelalter
Bolshurst war ein Allod der Herren von Lichtenberg. Wie es erworben wurde, ist unbekannt. Um 1330 kam es zu einer ersten Landesteilung zwischen Johann II. von Lichtenberg, aus der älteren Linie des Hauses, und Ludwig III. von Lichtenberg. Dabei fiel Bolshurst in den Teil des Besitzes, der künftig von der älteren Linie verwaltet wurde. Diese Landesteilung war auch Anlass für eine neue interne Organisation der Herrschaft Lichtenberg: Das Amt Willstätt wurde gebildet, dem auch Bolshurst zugeordnet war.
Als 1480 mit Jakob von Lichtenberg das letzte männliche Mitglied des Hauses verstarb, ging das Erbe auf seine beiden Nichten, Anna von Lichtenberg (* 1442; † 1474) und Elisabeth von Lichtenberg über. Anna hatte 1458 den Grafen Philipp I. den Älteren von Hanau-Babenhausen (* 1417; † 1480) geheiratet, der eine kleine Sekundogenitur aus dem Bestand der Grafschaft Hanau erhalten hatte, um heiraten zu können. Durch die Heirat entstand die Grafschaft Hanau-Lichtenberg. Elisabeth heiratete Simon IV. Wecker von Zweibrücken-Bitsch. Das Lichtenberger Erbe wurde zwischen ihnen geteilt. Das Amt Willstätt und damit Bolshurst wurden dabei zu einem Kondominat zwischen beiden Erben.

### Neuzeit
Unter der Regierung von Graf Philipp III. von Hanau-Lichtenberg kam es zu einer Realteilung der gemeinsamen Kondominate: Das Amt Willstätt kam ganz zur Grafschaft Hanau-Lichtenberg. Im Gegenzug gelangte das Amt Brumath ganz an Zweibrücken-Bitsch. Graf Philipp IV. von Hanau-Lichtenberg (1514–1590) führte nach seinem Regierungsantritt 1538 die Reformation in seiner Grafschaft konsequent durch, die nun lutherisch wurde.
Nach dem Tod des letzten Hanauer Grafen, Johann Reinhard III. 1736, fiel das Erbe – und damit auch das Amt Willstätt – an den Sohn seiner einzigen Tochter, Charlotte von Hanau-Lichtenberg, Landgraf Ludwig (IX.) von Hessen-Darmstadt. Im 18. Jahrhundert wurde Bolshurst in Legelshurst eingemeindet. Mit dem Reichsdeputationshauptschluss wurde das Amt Willstätt mit dem und Dorf Bolshurst 1803 dem neu gebildeten Kurfürstentum Baden zugeordnet.